# Balogh Miklós (püspök)
Galántai Balogh Miklós (Turócszentmihály, 1625 – Szepes, 1689. október 6.) váci püspök.

## Élete
Iskoláit hazájában végezve, Rómába ment a bölcselet és teológia hallgatására és ugyanott szentelték fel. Rómából hazatérvén, plébános lett és mint ilyen tíz évig működött; azután esztergomi kanonok és e főkáptalan nagyprépostja lett; 1681. december 28-án emelték csanádi püspökké; 1683–1689-ig szepesi prépost volt és novii választott püspök is. 1685. április 16-án váci püspökké neveztetett ki, ahová nem annyira a törökök által feldult város romjai, mint megrongált egészsége miatt nem mehetett.

## Művei
Pappá szenteltetése után 1652-ben megirta: Nucleus totius libri Job ex S. Gregorio papa excerptus cz. művét Rómában, két kötetben. Az eredeti kézirat a nagy-szalóki plébániai könyvtár birtokában van.